# Pauleta
Pedro Miguel Carreiro Resendes (normalt bare kendt som Pauleta) (født 28. april 1973 i Ponta Delgada, Portugal) er en pensioneret portugisisk fodboldspiller, der spillede som angriber hos forskellige klubber i både sit hjemland, Spanien og Frankrig. Mest kendt er han for sine ophold hos de franske Ligue 1-klubber Girondins Bordeaux og Paris Saint-Germain. Derudover optrådte han blandt andet i Spanien for Deportivo La Coruña.
Pauleta nåede i sine otte sæsoner i Ligue 1 at blive ligaens topscorer hele tre gange, én gang for Girondins Bordeaux og to gange for Paris Saint-Germain. Med pariserne vandt han to gange, i 2004 og 2006 den franske pokalturnering Coupe de France. Under sit ophold hos Deportivo La Coruña blev han desuden spansk mester i år 2000.

## Landshold
Pauleta nåede gennem sin karriere at spille hele 88 kampe og score 47 mål for Portugals landshold, som han i en periode desuden var anfører for. Han debuterede for sit land i august 1997 i et opgør mod Armenien. Siden da var han en del af den portugisiske trup til både EM i 2000, VM i 2002, EM i 2004 samt VM i 2006. Hans 47 landskampsmål gør ham til den mest scorende i landets historie sammen med den nuværende Portugal stjerne og verdens næst bedste fodboldspiller, Cristiano Ronaldo.

## Titler
La Liga
- 2000 med Deportivo La Coruña

Coupe de France
- 2004 og 2006 med Paris Saint-Germain